# Torrevecchia Teatina
Torrevecchia Teatina is een gemeente in de Italiaanse provincie Chieti (regio Abruzzen) en telt 3880 inwoners (31-12-2004). De oppervlakte bedraagt 14,6 km², de bevolkingsdichtheid is 268 inwoners per km².

## Demografie
Torrevecchia Teatina telt ongeveer 1328 huishoudens. Het aantal inwoners steeg in de periode 1991-2001 met 18,2% volgens cijfers uit de tienjaarlijkse volkstellingen van ISTAT.
| Jaar | Inwoneraantal |
| ---- | ------------- |
| 1991 | 3170          |
| 2001 | 3746          |

## Geografie
De gemeente ligt op ongeveer 220 m boven zeeniveau.
Torrevecchia Teatina grenst aan de volgende gemeenten: Chieti, Francavilla al Mare, Ripa Teatina, San Giovanni Teatino.

## Geboren
- Germano Pierdomenico (1967), wielrenner